# Scandoromani
Le scandoromani est une langue romani à base scandinave parlée par les Roms de Scandinavie, en Norvège et anciennement en en Suède.
Ses variantes  sont :
- Romani norvégien ou rodi
- Romani tavringer ou romani suédois ou tattare

Comme l’angloromani (en) en Grande-Bretagne et le caló en Espagne, le scandoromani a une base de vocabulaire de romani fléchi. Une grande partie de la grammaire romani d’origine a cependant été perdue, et celle-ci est basée sur la grammaire suédoise ou norvégienne.
Il n'y a pas de forme standardisée du scandoromani, il existe donc des variations dans le vocabulaire, la prononciation et l'usage, selon les locuteurs. Dans la presse écrite, les mots scandoromani sont souvent écrits avec des lettres suédoises ou norvégiennes (ä, æ, ø, å) et des combinaisons de lettres pour représenter les sons roms, par exemple, tj- (/ɕ/) ou kj- (/ç/ ou /tʃ/) pour représenter le romani č /tʃ/ et čh /tʃʰ/ . Quelques exemples d'orthographe des variantes scandoromani sont : tjuro (Suède) / kjuro (Norvège) « couteau » ; gräj  (Suède) / grei  (Norvège) « cheval ».